# آدام وبستر
آدام هری وبستر (انگلیسی: Adam Webster؛ زادهٔ ۴ ژانویهٔ ۱۹۹۵) بازیکن فوتبال اهل بریتانیا است که در پست مدافع برای باشگاه فوتبال برایتون در لیگ برتر انگلستان بازی می‌کند.
از باشگاه‌هایی که در آن بازی کرده‌است می‌توان به باشگاه فوتبال پورتسموث، باشگاه فوتبال آلدرشات تاون، و باشگاه فوتبال برایتون اند هوو آلبیون اشاره کرد.
وی همچنین در تیم‌های ملی فوتبال زیر ۱۸ سال انگلستان و زیر ۱۹ سال انگلستان بازی کرده‌است.

## زندگی شخصی
وبستر در چیچستر، ساسکس غربی به دنیا آمد و در نزدیکی وست ویتترینگ بزرگ شد.

## دوران باشگاهی

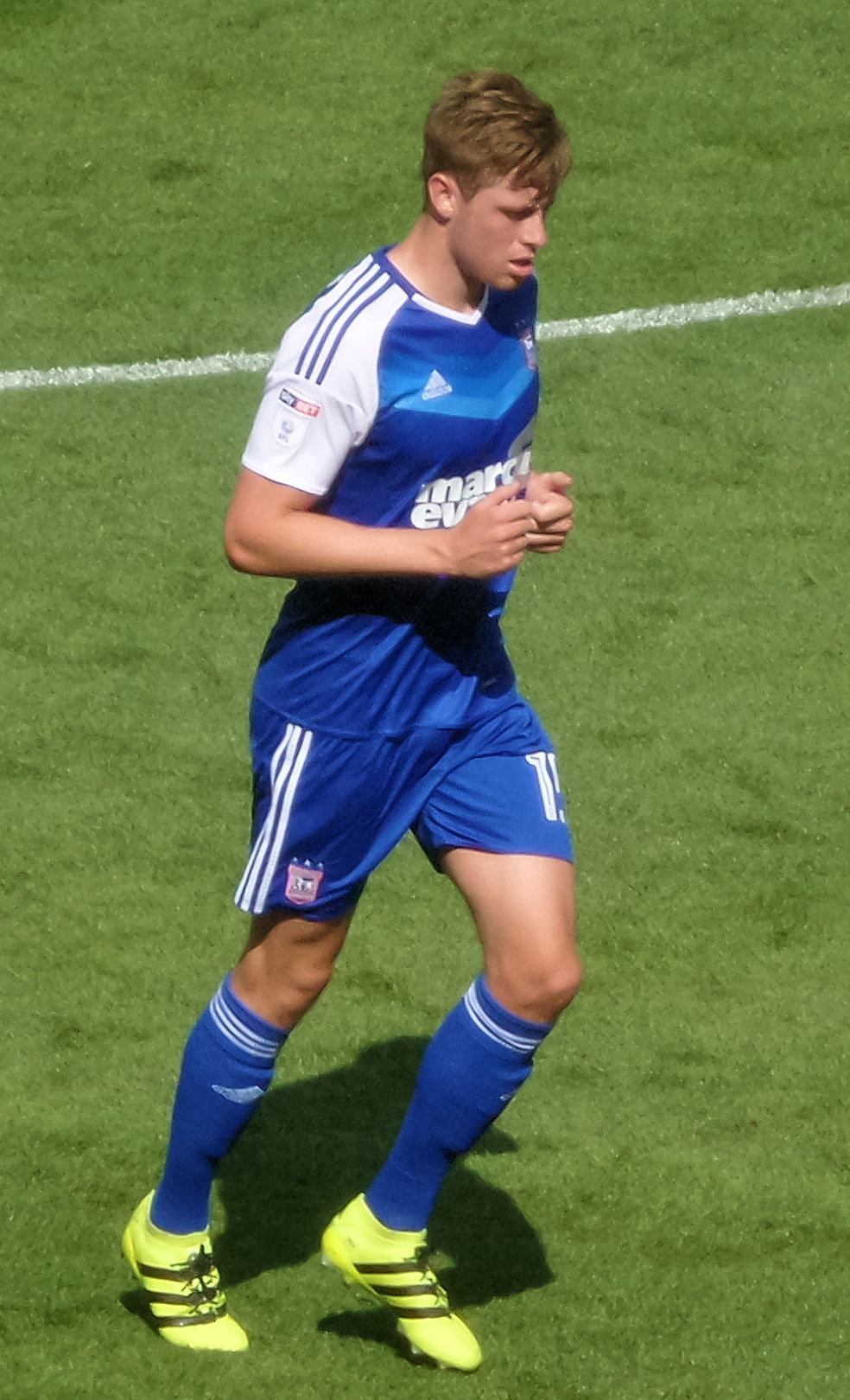
وی در ایپسویچ تاون سال ۲۰۱۶

### پورتسموث
وبستر در سن ۱۲ سالگی پس از رد شدن از سوی ساوتهمپتون، چلسی و حتی پورتسموث، به پورتسموث پیوست و در تابستان ۲۰۱۱ بورسیه آکادمی را با این باشگاه امضا کرد.
او اولین بازی خود را در سن ۱۷ سالگی در ژانویه ۲۰۱۲ در یک مسابقه لیگ برتر فوتبال مقابل وستهام انجام داد.

### آلدرشات ویل
در ۶ اوت ۲۰۱۳، وبستر به صورت قرضی تا ژانویه ۲۰۱۴ به آلدرشات تاون پیوست. او چهار روز بعد اولین بازی خود را در تساوی خارج از خانه مقابل گریمسبی انجام داد.

### ایپسویچ تاون
در ۶ ژوئن ۲۰۱۶، وبستر با مبلغی نامشخص از پورتسموث به باشگاه قهرمان چمپیونشیپ، ایپسویچ تاون نقل مکان کرد، در این معامله مت کلارک مدافع ایپسویچ نیز در جهت مخالف قرار گرفت و با وبستر معاوضه شد.
او اولین بازی خود را برای این باشگاه در ۶ اوت انجام داد و در یک پیروزی خانگی ۴بر۲ مقابل بارنزلی بازی کرد.
او اولین گل خود را برای ایپسویچ در برابر بیرمنگام در ۱۳ دسامبر ۲۰۱۶ به ثمر رساند.

### بریستول سیتی
در ۲۸ ژوئن ۲۰۱۸، وبستر با مبلغ اولیه سه‌ونیم میلیون پوند که تا ۸ میلیون پوند افزایش می‌یابد، به باشگاه دیگر چمپیونشیپ، بریستول سیتی منتقل شد.

### برایتون اند هوو آلبیون
در ۳ اوت ۲۰۱۹، برایتون قرارداد وبستر را تکمیل کرد و او را با مبلغی نامشخص با قراردادی چهار ساله به خدمت گرفت.او اولین بازی خود را ۲۵ روز بعد در ۲۷ اوت در برد ۲ بر ۱ خارج از خانه مقابل بریستول راورز در جام اتحادیه باشگاه‌های انگلستان انجام داد.

## تیم ملی
در همان هفته ای که او اولین بازی خود را برای پورتسموث انجام داد، وبستر برای یک تورنمنت دوستانه در پرتغال به تیم ملی فوتبال زیر ۱۷ سال انگلستان دعوت شد.
در اکتبر ۲۰۱۲، وبستر به تیم ملی فوتبال زیر ۱۹ سال انگلستان دعوت شد، اما سرمربی او، مایکل اپلتون به دلیل کمبود بازیکن در پورتسموث درخواست‌های اتحادیه فوتبال انگلیس را رد کرد.بعداً در همان ماه، او به تیم ملی فوتبال زیر ۱۸ سال انگلستان دعوت شد.
در ۲۴ اکتبر ۲۰۱۲، وبستر اولین بازی خود را برای تیم ملی در سطح زیر ۱۸ سال در پیروزی ۲–۰ مقابل ایتالیا انجام داد.
در ۱۳ نوامبر ۲۰۱۲ وبستر اولین بازی خود را در تیم ملی فوتبال زیر ۱۹ سال انگلستان در برد ۱ بر صفر مقابل فنلاند انجام داد و به عنوان یار جانشین در نیمه دوم به‌جای جک استفنز به میدان آمد.